# Campeonato Europeo de Triatlón de 2002
El XVIII Campeonato Europeo de Triatlón se celebró en Győr (Hungría) el 6 de julio de 2002 bajo la organización de la Unión Europea de Triatlón (ETU) y la Federación Húngara de Triatlón.

## Resultados
| Evento    | Oro                               | Plata                                    | Bronce                               |
| --------- | --------------------------------- | ---------------------------------------- | ------------------------------------ |
| Masculino | Iván Raña · España · 1:47:46      | Filip Ospalý · República Checa · 1:47:48 | Maik Petzold · Alemania · 1:47:50    |
| Femenino  | Kathleen Smet · Bélgica · 1:59:06 | Leanda Cave Reino Unido 1:59:09          | Christiane Pilz · Alemania · 1:59:25 |

## Medallero
| Núm. | País            | Oro | Plata | Bronce | Total |
| ---- | --------------- | --- | ----- | ------ | ----- |
| 1    | Bélgica         | 1   | 0     | 0      | 1     |
| 1    | España          | 1   | 0     | 0      | 1     |
| 3    | Reino Unido     | 0   | 1     | 0      | 1     |
| 3    | República Checa | 0   | 1     | 0      | 1     |
| 5    | Alemania        | 0   | 0     | 2      | 2     |
|      | TOTAL           | 2   | 2     | 2      | 6     |